# Віллі Дітріх (льотчик)
Не плутати з підводником!
Віллі Дітріх (нім. Willi Dietrich; 12 серпня 1914, Балленштедт — ?) — німецький льотчик, оберфельдфебель люфтваффе. Кавалер Німецького хреста в золоті.

## Нагороди
- Нагрудний знак пілота (28 лютого 1939)
- Залізний хрест
  - 2-го класу (1 листопада 1940)
  - 1-го класу (20 квітня 1941)
- Авіаційна планка бомбардувальника
  - в бронзі (20 квітня 1941) — як фельдфебель 7-ї ескадрильї 3-ї групи 55-ї бомбардувальної ескадри.
  - в сріблі (19 жовтня 1941) — як оберфельдфебель своєї ескадрильї.
  - в золоті (2 липня 1942)
  - в золоті з підвіскою «200» (25 лютого 1945)
- Почесний Кубок Люфтваффе (16 серпня 1942)
- Німецький хрест в золоті (14 грудня 1942)
- Кримський щит (15 березня 1944) — як оберфельдфебель 7-ї ескадрильї 2-ї групи своєї ескадри.
- Нагрудний знак «За поранення» в чорному (28 серпня 1944) — як оберфельдфебель 8-ї ескадрильї 3-ї групи 3-ї ескадри нічних винищувачів; за важке поранення (перелом таза внаслідок невдалого стрибка з парашутом), отримане 8 липня, після якого Дітріх до 29 серпня перебував в лазареті.